# مایک میلچین
مایک میلچین (انگلیسی: Mike Milchin؛ زادهٔ ۲۸ فوریهٔ ۱۹۶۸) بازیکن بیس‌بال اهل ایالات متحده آمریکا بود.